# Vasco Bergamaschi
Vasco Bergamaschi (nacido el 29 de septiembre de 1909 en San Giacomo delle Segnate, provincia de Mantua-fallecido el 24 de septiembre de 1979) fue un ciclista italiano, profesional durante los años 1930.
Su mayor logro como ciclista profesional lo consiguió al ganar la clasificación general del Giro de Italia 1935.
Participó en dos ocasiones en el Tour de Francia, sin brillar en la general de ninguna de ellas, aunque logrando un triunfo parcial en la 13.ª etapa en el Tour de 1935.
Tras retirarse del ciclismo activo, continuó ligado al mundo de la bicicleta trabajando como asesor técnico.

## Palmarés
1930
- Tour de Hungría

1935
- Giro de Italia , más tres etapas
- 1 etapa del Tour de Francia
- 3.º en el Campeonato de Italia de ciclismo en ruta
- Giro del Veneto

1939
- 1 etapa del Giro de Italia

1940
- Milán-Módena

## Resultados en Grandes Vueltas
| Carrera         | 1932 | 1933 | 1934 | 1935  | 1936  | 1937 | 1938 | 1939 | 1940 |
| --------------- | ---- | ---- | ---- | ----- | ----- | ---- | ---- | ---- | ---- |
| Giro de Italia  | 36º  | Ab.  | Ab.  | '1.º' | '8.º' | 18.º | -    | 23.º | Ab.  |
| Tour de Francia | -    | 39.º | Ab   | Ab.   |       |      | Ab.  | -    | -    |
| Vuelta a España | X    | X    | X    | -     | -     | X    | X    | X    | X    |